# Tour Valenciennoise
La tour Valenciennoise est une tour de défense construite en 1358 et 1359 et située dans la ville de Mons en province de Hainaut (Belgique). 
La tour est classée comme monument le 4 novembre 1976 et reprise sur la liste du patrimoine exceptionnel de la Région wallonne depuis 2016.

## Localisation
La tour est située au nord-est du centre de la ville de Mons, au no 72 de la rue des Arbalestriers , en face de la rue du 1er Chasseurs à Cheval.

## Historique
Cette tour faisait partie intégrante des seconds remparts de la ville de Mons et se situait entre les portes de Nimy et d'Havré. Érigée en 1358 et 1359, la tour s'est successivement appelée : Grosse Tour, Tour à grès, Tour au Blé, Tour de Ladres pour devenir la tour Valenciennoise au début du XVIIe siècle. Le reste des remparts a été définitivement détruit en 1818. En 1825, sous le régime hollandais, la tour sert de magasin de poudre et est amputée d'un étage. En 1870, elle fait partie des casernes de la cavalerie.  De 2005 à 2009, la tour est entièrement restaurée.

## Description
La tour circulaire d'environ 18 m de diamètre et d'une hauteur de 10,40 m est bâtie en grès de Bray et percée de quelques baies rectangulaires et de meurtrières. L'épaisseur des murs peut atteindre presque 4 m. Un bandeau de pierre calcaire délimite les deux niveaux.

## Visite
Une passerelle d'accès extérieur en métal placée contre la partie sud-ouest de l'édifice permet de se rendre aux deux niveaux de la tour. La tour peut, grâce à cette structure métallique, accueillir diverses activités d'expositions ou autres.

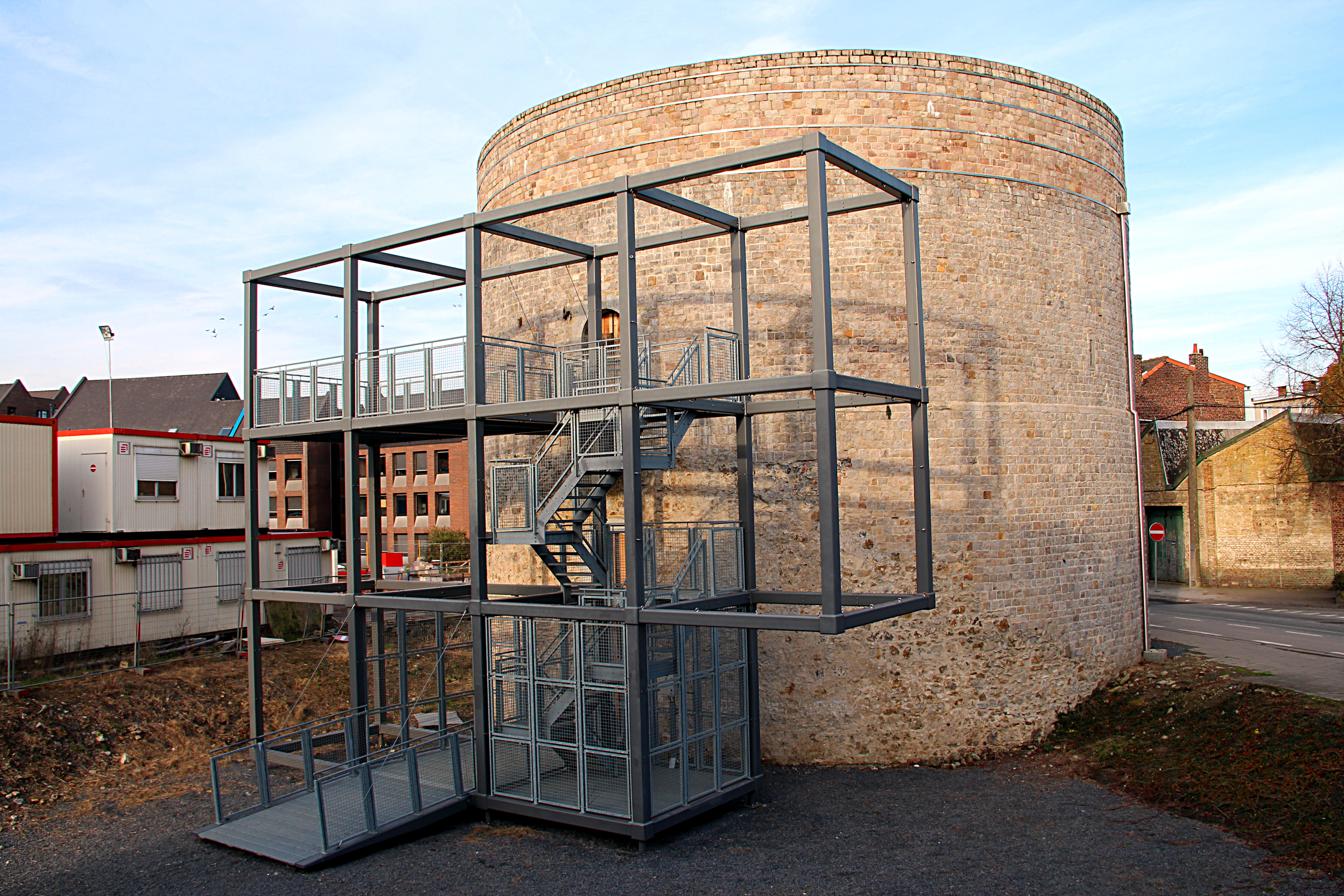
Accès à la tour Valenciennoise.

### Sources et liens externes
- « Tour Valenciennoise - Site et monument historiques - Mons », sur visitmons.be (consulté le 13 août 2020)
- « Tour Valenciennoise », sur regiedesbatiments.be (consulté le 12 juin 2023)